# روابط خارجی ایالات متحده آمریکا

روابط دیپلماتیک آمریکا
ایالات متحده آمریکا
کشورهای دارای روابط دیپلماتیک با آمریکا
کشورهای بدون روابط دیپلماتیک با آمریکا
قلمرو مورد اختلاف
جنوبگان

ایالات متحده آمریکا روابط دیپلماتیک رسمی با بسیاری از کشورها دارد. این شامل همه کشورهای عضو سازمان ملل متحد به جز بوتان، ایران، کره شمالی و سوریه است. علاوه بر این، آمریکا نیز با اتحادیه اروپا و سریر مقدس روابط دیپلماتیک دارد.

## اقیانوسیه
آسه‌آن، یک همکار مهم از نظر اقتصادی و ژئواستراتژیک برای ایالات متحده است.
| کشور                  | آغاز روابط رسمی | یادداشت |
| --------------------- | --------------- | --- |
| استرالیا              | ۱۹۴۰            | روابط استرالیا با ایالات متحده بسیار عالی است و هیلاری کلینتون، وزیر امور خارجه ایالات متحده آمریکا، اظهار داشت که «آمریکا در دنیا دوستی بهتر از استرالیا ندارد».                    |
| فیجی                  | ۱۹۷۱            | روابط در حال حاضر ضعیف است، به دلیل مخالفت ایالات متحده با دولت انتخابی فیجی که در دسامبر ۲۰۰۶ بر اثر کودتای ۲۰۰۶ فیجی به قدرت رسید.                                                 |
| کیریباتی              | ۱۹۸۰            | روابط کیریباتی و ایالات متحده بسیار عالی است. کیریباتی پس از استقلال در سال ۱۹۷۹، معاهده دوستی با ایالات متحده را امضا کرد.                                                          |
| جزایر مارشال          | ۱۹۸۶            | روابط جزایر مارشال و ایالات متحده بسیار عالی است. جزایر مارشال یک کشور مستقل در «اتحاد آزاد» با ایالات متحده است.                                                                    |
| ایالات فدرال میکرونزی | ۱۹۸۶            | |
| نائورو                | 1976            | روابط بین نائورو و ایالات متحده پیچیده است. این در حالی است که سفیر جدید ایالات متحده در فیجی، ایالات متحده را متعهد به کمک مالی در توسعه اقتصادی نائورو کرده است.                   |
| نیوزیلند              | ۱۹۴۲            | روابط بین نیوزیلند و ایالات متحده قوی، اما پیچیده است. ایالات متحده از لحاظ تاریخی به نیوزیلند در زمان بحران کمک کرده است؛ برای مثال، در طول جنگ جهانی دوم و زمین‌لرزه ۲۰۱۰ کانتربری. |
| پالائو                | ۱۹۹۶            | در ۱ اکتبر ۱۹۹۴ پس از پنج دهه دولت ایالات متحده کشور پالائو که آخرین قلمرو جزایر اقیانوس آرام بود کمک کرد تا استقلال خود را به دست آورد.                                             |
| پاپوآ گینه نو         | ۱۹۷۵            | |
| ساموآ                 | ۱۹۶۲            | |
| جزایر سلیمان          | ۱۹۷۸            | ایالات متحده پس از استقلال در سال ۱۹۷۸ روابط نزدیک خود را با جزایر سلیمان حفظ کرد.                                                                                                   |
| تونگا                 | ۱۸۸۶; ۱۹۷۲      | |
| تووالو                | ۱۹۷۸            | روابط بین دو کشور عموماً دوستانه یا خنثی است، اما اختلاف نظر قابل توجهی در مورد مسائل مربوط به تغییر آب و هوا و پیمان کیوتو وجود دارد.                                                |
| وانواتو               | ۱۹۸۶            | |

## قاره آمریکا
| کشور       | آغاز روابط رسمی | یادداشت |
| ---------- | --------------- | --- |
| آرژانتین   | ۱۸۲۳            | آرژانتین در اواخر قرن نوزدهم به اقتصاد بین‌المللی بریتانیا پیوست. هنگامی که ایالات متحده شروع به تبلیغ سازمان کشورهای آمریکایی کرد، برخی از آرژانتینی‌ها در شک بودند. اما بیشتر بازرگانان پاسخ مثبت دادند و تجارت دوجانبه رشد چشمگیری یافت. دو کشور دارای روابط مثبت دو جانبه هستند. |
| بلیز       | ۱۹۸۱            | |
| بولیوی     | ۱۸۴۹            | اگرچه اوو مورالس به‌طور عمومی از سیاست‌های ایالات متحده انتقاد کرده است اما روابط دو کشور به صورت سنتی روابط صمیمانه و همکاری بوده است. |
| برزیل      | ۱۸۲۴            | ایالات متحده نخستین کشوری بود که استقلال برزیل را در سال ۱۸۰۸ به رسمیت شناخت، روابط برزیل و ایالات متحده یک تاریخ طولانی دارد که با لحظاتی از همگرایی چشمگیر منافع داخلی و همچنین اختلافات پراکنده و انتقادی در مسائل بین‌المللی حساس مشخص می‌شود.                                   |
| کانادا     | ۱۹۲۶            | روابط بین کانادا و ایالات متحده بیش از دو قرن است که با یک میراث مشترک از مستعمرات بریتانیایی و جنگ در طول سال‌های اولیه ایالات متحده مشخص شده و در نهایت یکی از موفق‌ترین روابط بین‌المللی در جهان مدرن است.                                                                         |
| شیلی       | ۱۸۲۴            | روابط بین شیلی و ایالات متحده در دوره ۱۹۸۸ تا ۲۰۰۸ بهتر از هر زمانی دیگر در تاریخ بوده است. |
| کلمبیا     | ۱۸۲۲            | روابط بین کلمبیا و ایالات متحده در طول قرن نوزدهم و اوایل قرن بیست و یکم از صمیمیت متقابل به یک شراکت تبدیل شده است که دولت‌های دو کشور را در ارتباط با چند موضوع کلیدی از جمله مبارزه با کمونیسم، جنگ با مواد مخدر، با حملات ۱۱ سپتامبر تهدید تروریسم همسو کرده است.               |
| کاستاریکا  | ۱۸۵۱            | |
| اکوادور    | ۱۸۳۲            | |
| السالوادور | ۱۸۲۴; ۱۸۴۹      | |
| گواتمالا   | ۱۸۲۴; ۱۸۴۴      | |
| گویان      | ۱۹۶۶            | |
| هندوراس    | ۱۸۲۴; ۱۸۵۳      | |
| مکزیک      | ۱۸۲۲            | ایالات متحده آمریکا یک رابطه منحصر به فرد و اغلب پیچیده با ایالات متحده مکزیک دارد. سابقه درگیری مسلحانه به جنگ استقلال تگزاس در ۱۸۳۰ و جنگ آمریکا و مکزیک در ۱۸۴۰ و تهاجم آمریکا در ۱۹۱۰ بازمی‌گردد.                                                                               |
| نیکاراگوئه | ۱۸۲۴; ۱۸۴۹      | نیکاراگوئه و ایالات متحده از سال ۱۸۲۴ روابط دیپلماتیک داشته‌اند. |
| پاناما     | ۱۹۰۳            | پاناما در سال ۱۹۰۱ استقلال خود را به دست آورد زیرا بخشی از علاقه آمریکایی‌ها به ساخت کانال پاناما بود. روابط قوی بوده و ۲۵٬۰۰۰ شهروند آمریکایی در پاناما هستند. |
| پاراگوئه   | ۱۸۵۲            | |
| پرو        | ۱۸۲۶            | |
| سورینام    | ۱۹۷۵            | |
| اروگوئه    | ۱۸۳۶            | در سال ۲۰۰۲ اروگوئه و ایالات متحده یک کمیسیون مشترک تجاری و سرمایه‌گذاری را برای تبادل نظر در مورد موضوعات مختلف اقتصادی ایجاد کردند. |
| ونزوئلا    | ۱۸۳۵            | هر دو کشور روابط دیپلماتیک متقابل را از ابتدای قرن نوزدهم به‌طور سنتی توسط یک رابطه تجاری و سرمایه‌گذاری مهم و همکاری در کنترل تولید و ترابری مواد مخدر غیرقانونی آغاز کردند. |

### کارائیب
| کشور                   | آغاز روابط رسمی | یادداشت                                                  |
| ---------------------- | --------------- | -------------------------------------------------------- |
| آنتیگوآ و باربودا      | ۱۹۸۱            |                                                          |
| آروبا                  |                 |                                                          |
| باهاما                 | ۱۹۷۳            |                                                          |
| باربادوس               | ۱۹۶۶            |                                                          |
| برمودا                 |                 |                                                          |
| جزایر کیمن             |                 |                                                          |
| کوبا                   | ۱۹۰۲; ۲۰۱۵      | پس از انقلاب کوبا در سال ۱۹۵۹ روابط به شدت بدتر شده است. |
| جمهوری دومینیکن        | ۱۸۶۶            |                                                          |
| دومینیکا               | ۱۹۷۸            |                                                          |
| گرنادا                 | ۱۹۷۴            |                                                          |
| هائیتی                 | ۱۸۶۲            |                                                          |
| جامائیکا               | ۱۹۶۲            |                                                          |
| سنت کیتس و نویس        | ۱۹۸۳            |                                                          |
| سنت لوسیا              | ۱۹۷۹            |                                                          |
| سنت وینسنت و گرنادین‌ها | ۱۹۸۱            |                                                          |
| ترینیداد و توباگو      | ۱۹۶۲            |                                                          |

## آسیا

### شرق آسیا
| کشور             | آغاز روابط رسمی                     | یادداشت |
| ---------------- | ----------------------------------- | --- |
| چین              | ۱۸۴۴ (چینگ) ۱۹۷۹ (چین)              | روابط آمریکا با جمهوری خلق چین بسیار قوی و پیچیده است. حجم عظیمی از تجارت بین دو کشور نیازمند روابط مثبت سیاسی است، هرچند اختلافات گاه به گاه در مورد تعرفه‌ها، نرخ ارز و وضعیت سیاسی تایوان رخ می‌دهد. با این وجود، ایالات متحده و چین همکاری بسیار گسترده‌ای دارند. |
| تایوان           | ۱۸۴۴ (چینگ) ۱۹۱۱ ۱۹۷۹               | ایالات متحده حکومت دولت ملی را به عنوان دولت مشروع تمام چین در طول جنگ داخلی چین شناخت. |
| هنگ کنگ · ماکائو | ۱۹۹۲ ۱۹۹۹                           | |
| ژاپن             | ۱۸۵۴                                | این رابطه در دهه ۱۸۵۰ آغاز شد، زیرا ایالات متحده عامل مهمی برای مجبور کردن ژاپن برای از سرگیری ارتباط با جهان خارج بود. در اواخر قرن نوزدهم ژاپن، بسیاری از نمایندگان را به اروپا و ایالات متحده فرستاد تا بتوانند آخرین فناوری را کشف و کپی کنند و به سرعت ژاپن را مدرن سازند. دو کشور با قدرت‌های اروپایی در سرکوب شورش مشت‌زن‌ها در چین در سال ۱۹۰۰ همکاری کردند. در سال ۱۹۵۱ دو کشور قرارداد سان‌فرانسیسکو را امضا کردند. |
| مغولستان         | ۱۹۸۷                                | |
| کره شمالی        |                                     | دو کشور روابط دیپلماتیک ندارند. خصومت بین دو کشور عمدتاً محصولی از سیاست جنگ سرد است. در سال ۲۰۱۷ در پی افزایش آزمایش‌های موشکی و هسته‌ای کره شمالی، جنگ لفظی بین رهبران کره شمالی و ایالات متحده بالا گرفت. به طوری که احتمال وقوع یک درگیری نظامی در شبه‌جزیره کره می‌رفت اما در ۱۲ ژوئن ۲۰۱۸ رهبران دو کشور در نشست ۲۰۱۸ کره شمالی و ایالات متحده باهم دیدار کرده و توافقی را امضا کردند.                                   |
| کره جنوبی        | ۱۸۸۲ (امپراتوری کره); ۱۹۴۹ (جمهوری) | روابط کره جنوبی و ایالات متحده از سال ۱۹۴۵ بسیار گسترده بوده است، زمانی که ایالات متحده به ایجاد نظام سرمایه‌داری در کره جنوبی کمک کرد و جنگ کره را علیه کره شمالی و چین هدایت کرد. رشد اقتصادی سریع، به صورت دموکراسی درآمدن و نوسازی کره جنوبی به شدت وابستگی ایالات متحده را کاهش داد. تعداد زیادی از نیروهای ایالات متحده در کره جنوبی باقی ماندند.                                                                    |

### جنوب شرق آسیا
| کشور       | آغاز روابط رسمی | یادداشت |
| ---------- | --------------- | --- |
| برونئی     | ۱۹۸۴            | ایالات متحده در تاریخ ۱ ژانویه ۱۹۸۴ استقلال کامل برونئی از انگلستان را پذیرفت و در آن تاریخ سفارت را در بندر سری بگاوان باز کرد. |
| میانمار    | ۱۹۴۸            | روابط دو کشور پس از کودتا نظامی ۱۹۸۸ و سرکوب خشونت‌آمیز تظاهرات دموکراسی بسیار بد شده است. |
| کامبوج     | ۱۹۵۰            | |
| تیمور شرقی | ۲۰۰۲            | |
| اندونزی    | ۱۹۴۹            | اندونزی به عنوان بزرگ‌ترین عضو انجمن ملل آسیای جنوب شرقی نقش فعال و برجسته‌ای در توسعه این سازمان ایفا کرده است. برای ایالات متحده، اندونزی برای رسیدگی به مسائل خاصی مانند تروریسم، دموکراسی و نحوه ارتباط ایالات متحده با دنیای اسلام مهم است از آنجایی که اندونزی بزرگ‌ترین جمعیت اسلامی را دارد. |
| لائوس      | ۱۹۵۰            | |
| مالزی      | ۱۹۵۷            | روابط اقتصادی بسیار قوی است و ایالات متحده بزرگ‌ترین شریک تجاری مالزی است و مالزی دهمین شریک تجاری ایالات متحده است. تجارت سالانه دو طرفه به ۴۹ میلیارد دلار می‌رسد. ایالات متحده و مالزی در ژوئن ۲۰۰۶ مذاکرات برای توافقنامه تجارت آزاد دو جانبه را آغاز کردند.                                    |
| میانمار    | -               | روابط دو طرفه به‌طور کلی تحت تأثیر قرار گرفته‌اند اما به آرامی بهبود می‌یابند. ایالات متحده به دلیل سرکوب‌های نظامی در سال ۱۹۸۸ تحریم‌های گسترده‌ای را در مورد برمه اعمال کرده است. |
| فیلیپین    | ۱۹۴۶            | فیلیپین و ایالات متحده به دلیل اتحاد طولانی مدت خود، رابطه بسیار قوی با یکدیگر دارند. دو کشور در بسیاری از میدان‌های نظامی مانند جنگ جهانی اول، جنگ جهانی دوم، جنگ کره، جنگ ویتنام، جنگ خلیج فارس و جنگ علیه تروریسم در کنار هم جنگیدند. فیلیپین نیز متحد اصلی غیر عضو ناتو محسوب می‌شود.           |
| سنگاپور    | ۱۹۶۵            | |
| تایلند     | ۱۸۳۳            | هر دو کشور عضو سیتو هستند و همکاری نزدیکی در طول جنگ سرد داشتند. تایلند نیز متحد اصلی غیر عضو ناتو محسوب می‌شود. |
| ویتنام     | ۱۹۹۵            | پس از یک وقفه ۲۰ ساله از قطع شدن روابط دو کشور، بیل کلینتون به صورت رسمی روابط دیپلماتیک با ویتنام را در تاریخ ۱۱ ژوئیه ۱۹۹۵ اعلام کرد. در اوت ۱۹۹۵ پس از اعلان عادی سازی روابط توسط رئیس‌جمهور کلینتون، هر دو کشور در ماه ژانویه سال ۱۹۹۵ به سفارت بازگشته بودند.                                 |

### آسیای مرکزی
| کشور      | آغاز روابط رسمی | یادداشت |
| --------- | --------------- | --- |
| قزاقستان  | ۲۰۰۱            | |
| قرقیزستان | ۱۹۹۳            | |
| تاجیکستان | ۱۹۹۱            | |
| ترکمنستان | ۱۹۹۱            | سفارت آمریکا، نمایندگی ایالات متحده آمریکا برای توسعه بین‌المللی و سپاه صلح در عشق‌آباد ترکمنستان مستقر هستند. ایالات متحده و ترکمنستان در مورد مسیر کشور به سوی اصلاحات دموکراتیک و اقتصادی اختلاف نظر دارند. |
| ازبکستان  | ۱۹۹۱            | روابط کمی در نیمه دوم سال ۲۰۰۷ بهبود یافت، اما ایالات متحده همچنان ازبکستان را فرا می‌خواند تا تمام تعهدات خود را طبق اعلامیه مشارکت استراتژیک مارس ۲۰۰۲ در میان دو کشور انجام دهد.                           |

### جنوب آسیا
| کشور         | آغاز روابط رسمی                 | یادداشت |
| ------------ | ------------------------------- | --- |
| افغانستان    | ۱۹۳۵                            | |
| بنگلادش      | ۱۹۷۲                            | امروز رابطه بین دو کشور به عنوان سه اصل توصیف شده است، یعنی دموکراسی، توسعه و انکار فضای تروریسم است.                               |
| بوتان (کشور) | هرگز روابط رسمی وجود نداشته است | در حالی که ایالات متحده هیچ روابط دیپلماتیک رسمی با بوتان ندارد، از طریق سفارت خود در دهلی نو هند، تماس تلفنی غیررسمی برقرار می‌کند. |
| هند          | ۱۹۴۷                            | بخوانید: روابط هند و آمریکا |
| مالدیو       | ۱۹۶۵                            | |
| نپال         | ۱۹۴۷                            | |
| پاکستان      | ۱۹۴۷                            | |
| سری‌لانکا     | ۱۹۴۷                            | |

### غرب آسیا
ایالات متحده متحدان مهمی در منطقه خاورمیانه بزرگ دارد. این متحدان، ترکیه، عربستان سعودی، مراکش، اردن، افغانستان، اسرائیل، مصر، کویت، بحرین و قطر هستند. اسرائیل و مصر دریافت کنندگان کمک‌های خارجی ایالات متحده هستند که در سال ۲۰۱۰ به مبلغ ۲٫۷۷۵ میلیارد دلار و ۱٫۷۵ میلیارد دلار دریافت می‌کنند. ترکیه از طریق عضویت خود در ناتو، متحد ایالات متحده است. ایالات متحده حکومت صدام حسین را در حمله ۲۰۰۳ به عراق سرنگون کرد. ترکیه میزبان ۹۰ بمب ب۶۱ در پایگاه هوایی اینجرلیک است. حدود ۳٬۵۰۰ نیروی نظامی آمریکایی در قطر مستقر هستند. همچنین ناوگان پنجم نیروی دریایی ایالات متحده آمریکا در بحرین استقرار دارند.
| کشور              | آغاز روابط رسمی   | یادداشت |
| ----------------- | ----------------- | --- |
| بحرین             | ۱۹۷۱              | |
| ایران             | ۱۸۸۳ (پایان ۱۹۸۰) | بخوانید روابط ایران و ایالات متحده آمریکا ایالات متحده و پادشاهی ایران در سال ۱۸۵۰ یکدیگر را به رسمیت شناختند. روابط دیپلماتیک در سال ۱۸۸۳ برقرار شد و در سال ۱۹۸۰ پس از انقلاب ۱۳۵۷ با گروگان‌گیری در سفارت ایالات متحده آمریکا متوقف شد.                                    |
| عراق              | ۱۹۳۱;۱۹۸۴; ۲۰۰۴   | |
| اسرائیل           | ۱۹۴۹              | بخوانید روابط اسرائیل-آمریکا |
| اردن              | ۱۹۴۹              | |
| کویت              | ۱۹۶۱              | |
| لبنان             | ۱۹۴۴              | |
| عمان              | ۱۹۷۲              | |
| قطر               | ۱۹۷۲              | بخوانید روابط ایالات متحده آمریکا و قطر |
| عربستان سعودی     | ۱۹۴۰              | |
| سوریه             | ۱۹۴۴ (ended 2012) | جمهوری عربی سوریه در پاسخ به حمایت آمریکا از شورشیان سوریه در سال ۲۰۱۲ روابط خود با ایالات متحده را قطع کرد. |
| ترکیه             | ۱۸۳۱              | |
| امارات متحده عربی | ۱۹۷۲              | ایالات متحده سومین کشور برای ایجاد روابط رسمی دیپلماتیک با امارات متحده عربی بود و از سال ۱۹۷۴ یک سفیر ساکن در امارات متحده عربی داشته است. این دو کشور از روابط دوستانه دیپلماسی با یکدیگر برخوردار بوده و به روابط دوستانه دولت-دولت تبدیل شده که شامل کمک‌های امنیت هستند. |
| یمن               | ۱۹۴۶              | به‌طور سنتی، روابط ایالات متحده و یمن بسیار شلوغ بوده است، زیرا عدم وجود ارتباطات نظامی قوی با ارتش، روابط تجاری و حمایت از علی عبدالله صالح، رئیس‌جمهور یمن، مانع گسترش روابط دوجانبه شده است.                                                                                |

## اروپا
روابط آمریکا با اروپای شرقی تحت تأثیر میراث جنگ سرد است. از زمان فروپاشی اتحاد جماهیر شوروی دولت‌های بلوک کمونیسم در اروپا به تدریج به دموکراسی و سرمایه‌داری انتقال یافتند. بسیاری نیز به اتحادیه اروپا و ناتو پیوستند، روابط اقتصادی را با دنیای غرب گسترده کردند و حمایت نظامی از ایالات متحده را از طریق پیوستن به ناتو به دست آوردند.
| کشور             | آغاز روابط رسمی | یادداشت |
| ---------------- | --------------- | --- |
| اتحادیه اروپا    |                 | |
| آلبانی           | ۱۹۲۲            | |
| آندورا           | ۱۹۹۵            | |
| ارمنستان         | ۱۹۲۰; ۱۹۹۱      | |
| اتریش            | ۱۹۲۱            | |
| جمهوری آذربایجان | ۱۹۱۸–۱۹۲۸, ۱۹۹۱ | |
| بلاروس           | ۱۹۹۱            | ایالات متحده روابط تنگاتنگی با بلاروس در رابطه با وضعیت حقوق بشر بلاروس و بی نظمی‌های انتخاباتی دارد. |
| بلژیک            | ۱۸۳۲            | |
| بوسنی و هرزگوین  | ۱۹۹۲            | |
| بلغارستان        | ۱۹۰۳            | |
| کرواسی           | ۱۹۹۲            | |
| قبرس             | ۱۹۶۰            | |
| جمهوری چک        | ۱۹۹۳            | |
| دانمارک          | ۱۸۰۱            | |
| استونی           | ۱۹۲۲; ۱۹۹۱      | |
| فنلاند           | ۱۹۱۹            | |
| فرانسه           | ۱۷۷۸            | بخوانید روابط فرانسه و ایالات متحده آمریکا |
| گرجستان          | ۱۹۹۲            | |
| آلمان            | ۱۷۹۷            | |
| یونان            | ۱۸۶۸            | |
| سریر مقدس        | ۱۹۸۴            | |
| مجارستان         | ۱۹۲۱            | |
| ایسلند           | ۱۹۴۴            | |
| جمهوری ایرلند    | ۱۹۲۴            | |
| ایتالیا          | ۱۸۶۱            | |
| کوزوو            | ۲۰۰۸            | ایالات متحده یکی از اولین کشورها بود که کوزوو را به رسمیت شناخت. کوزوو استقلال خود را در تاریخ ۱۷ فوریه ۲۰۰۸ اعلام کرد، در حالی که صربستان مخالفت کرد که کوزوو بخشی از قلمرو آن است. از پنج عضو با قدرت وتو در شورای امنیت سازمان ملل، ایالات متحده، انگلیس و فرانسه اعلامیه استقلال را به رسمیت شناختند و چین ابراز نگرانی کرده است در حالی که روسیه آن را غیرقانونی می‌داند. |
| لتونی            | ۱۹۲۲; ۱۹۹۱      | |
| لیختن‌اشتاین      | ۱۹۹۷            | |
| لیتوانی          | ۱۹۲۲; ۱۹۹۱      | |
| لوکزامبورگ       | ۱۹۰۳            | |
| مالت             | ۱۹۶۴            | |
| مولدووا          | ۱۹۹۲            | |
| موناکو           | ۲۰۰۶            | |
| مونته‌نگرو        | ۱۹۰۵; ۲۰۰۶      | |
| هلند             | ۱۷۸۱            | مستعمره هلندی سینت یوستیشس اولین کشور خارجی بود که استقلال ایالات متحده را در سال ۱۷۷۶ به رسمیت شناخت. |
| نروژ             | ۱۹۰۵            | |
| لهستان           | ۱۹۱۹            | |
| پرتغال           | ۱۷۹۱            | |
| مقدونیه شمالی    | ۱۹۹۵            | |
| رومانی           | ۱۸۸۰            | |
| روسیه            | ۱۸۰۹; ۱۹۹۱      | بخوانید روابط روسیه و ایالات متحده آمریکا |
| سان مارینو       | ۱۸۶۱            | |
| صربستان          | ۱۸۸۲; ۲۰۰۰      | |
| اسلواکی          | ۱۹۹۳            | |
| اسلوونی          | ۱۹۹۲            | |
| اسپانیا          | ۱۷۸۳            | |
| سوئد             | ۱۸۱۸            | |
| سوئیس            | ۱۸۵۳            | |
| اوکراین          | ۱۹۹۱            | |
| بریتانیا         | ۱۷۸۳            | بخوانید روابط بریتانیا و ایالات متحده آمریکا ۱۳ ایالت از ایالات متحده در سال ۱۷۷۶ استقلال خود را از انگلیس اعلام کرد. از زمان جنگ جهانی دوم دو کشور روابط ویژه‌ای را به عنوان بخشی از سرزمین‌هایی با ریشه تاریخی مشترک برگزیده‌اند. |

## آفریقا

### شمال آفریقا
| کشور        | آغاز روابط رسمی | یاداشت |
| ----------- | --------------- | --- |
| الجزایر     | ۱۹۶۲            | حضور رسمی ایالات متحده در الجزایر طی یک دهه به صورت محدود ادامه دارد، که منعکس‌کننده بهبود کلی در محیط امنیتی است. |
| اتحادیه عرب |                 | اتحادیه عرب یک سفارت و چند دفتر در ایالات متحده دارد. |
| مصر         | ۱۹۲۲            | پس از جنگ ۱۹۷۳ اعراب و اسرائیل، سیاست خارجی مصر به دلیل تغییر رهبری مصر از رئیس‌جمهور جمال عبدالناصر به انور سادات به روند صلح مصر و اسرائیل تغییر کرد. سادات متوجه شد که دستیابی به حل و فصل اختلافات اعراب و اسرائیل، یک پیش شرط برای توسعه مصر است. برای رسیدن به این هدف، سادات تلاش کرد تا روابط ایالات متحده و مصر را تقویت کند تا پروسه صلح را با اسرائیل تقویت کند. |
| لیبی        | ۱۹۵۱            | در سال ۲۰۱۱ ایالات متحده روابط دیپلماتیک را با رژیم معمر قذافی قطع کرد. ایالات متحده در روز ۱۵ ژوئیه ۲۰۱۱ شورای ملی انتقالی لیبی را به عنوان دولت قانونی لیبی به رسمیت شناخت. |
| مراکش       | ۱۷۷۷            | بخوانید روابط مراکش و ایالات متحده آمریکا مراکش نخستین کشور مستقل بود که ایالات متحده آمریکا را در سال ۱۷۷۶ به رسمیت شناخت. روابط آمریکا-مراکش با معاهده ۱۷۸۷ که هنوز هم در دست است و قدیمی‌ترین پیمان دوجانبه در تاریخ آمریکا است، رسمیت یافت. |
| سودان       | ۱۹۵۶            | |
| تونس        | ۱۷۹۵            | |

### جنوب صحرای آفریقا
| کشور                  | آغاز روابط رسمی | یادداشت |
| --------------------- | --------------- | --- |
| آنگولا                | ۱۹۹۴            | زمانی که دولت ایالات متحده از شورشیان یونیتا حمایت کرد، روابط در طول جنگ داخلی آنگولا در حال افزایش بود. اما از زمانی که دولت آنگولا در سال ۱۹۹۲ مارکسیسم را رد کرد، گرم شده است.                  |
| بنین                  | ۱۹۶۰            | دو ملت در طول سال‌هایی که بنین از دموکراسی پیروی می‌کرد روابط بسیار خوبی داشته است. دولت ایالات متحده همچنان به بهبود وضعیت استانداردهای زندگی در بنین کمک می‌کند.                                    |
| بوتسوانا              | ۱۹۶۶            | |
| بورکینافاسو           | ۱۹۶۰            | |
| بوروندی               | ۱۹۶۲            | |
| کامرون                | ۱۹۶۰            | |
| کیپ ورد               | ۱۹۷۵            | |
| جمهوری آفریقای مرکزی  | ۱۹۶۰            | |
| چاد                   | ۱۹۶۰            | |
| کومور                 | ۱۹۷۷            | |
| ساحل عاج              | ۱۹۶۰            | |
| جمهوری دموکراتیک کنگو | ۱۹۶۰            | |
| جیبوتی                | ۱۹۷۷            | |
| گینه استوایی          | ۱۹۶۸            | |
| اریتره                | ۱۹۹۳            | |
| اتیوپی                | ۱۹۰۳            | |
| گابن                  | ۱۹۶۰            | |
| غنا                   | ۱۹۵۷            | |
| گینه                  | ۱۹۵۹            | |
| گینه بیسائو           | ۱۹۷۵            | |
| کنیا                  | ۱۹۶۴            | |
| لسوتو                 | ۱۹۶۶            | |
| لیبریا                | ۱۸۶۴            | |
| ماداگاسکار            | ۱۸۷۴            | |
| مالاوی                | ۱۹۶۴            | |
| مالی                  | ۱۹۶۰            | |
| موریتانی              | ۱۹۶۰            | |
| موریس                 | ۱۹۶۸            | |
| موزامبیک              | ۱۹۷۵            | |
| نامیبیا               | ۱۹۹۰            | |
| نیجر                  | ۱۹۶۰            | |
| نیجریه                | ۱۹۶۰            | |
| جمهوری کنگو           | ۱۹۶۰            | |
| رواندا                | ۱۹۶۲            | |
| سائوتومه و پرنسیپ     | ۱۹۷۶            | |
| سنگال                 | ۱۹۶۰            | |
| سیشل                  | ۱۹۷۶            | |
| سیرالئون              | ۱۹۶۱            | |
| سومالی                | ۱۹۶۰            | |
| آفریقای جنوبی         | ۱۹۲۹            | |
| سودان جنوبی           | ۲۰۱۱            | |
| اسواتینی              | ۱۹۶۸            | |
| تانزانیا              | ۱۹۶۱            | |
| گامبیا                | ۱۹۶۵            | |
| توگو                  | ۱۹۶۰            | |
| اوگاندا               | ۱۹۶۲            | روابط دو جانبه بین ایالات متحده و اوگاندا از زمانی که یووری موسونی قدرت را به دست آورد، بسیار خوب بود و ایالات متحده از تلاش‌های او برای پایان دادن به نقض حقوق بشر و اصلاح اقتصادی حمایت کرده است. |
| زامبیا                | ۱۹۶۴            | روابط دیپلماتیک بین ایالات متحده و زامبیا می‌تواند به عنوان روابطی گرم و تعاونی شناخته شود. ایالات متحده برای مبارزه با ایدز و گسترش رشد اقتصادی و توسعه اقتصادی با دولت زامبیا همکاری می‌کند.       |
| زیمبابوه              | ۱۹۸۰            | |

## کشورهای تعلیق شده از خدمات ویزا
- بلاروس
- لیبی
- سودان
- سوریه
- یمن

## کشورهای بدون سفارت آمریکا
- آندورا (سفیر ایالات متحده در اسپانیا برای آندورا نیز معتبر است؛ کنسول ایالات متحده در بارسلونا مسئول روابط روزمره است)[۱۹۵]
- آنتیگوآ و باربودا «سفارت ایالات متحده و کنسولگری‌های آنتیگوآ و باربودا در باربادوس واقع شده‌اند»
- بوتان «تماس از طریق دولت هند در سفارت ایالات متحده در دهلی نو و کنسولگری بوتان در نیویورک بر قرار است»
- کومور (سفیر ایالات متحده در ماداگاسکار به کومور نیز معتبر است)[۱۹۶]
- جزایر کوک (ایالات متحده جزایر کوک را به عنوان بخشی از قلمرو نیوزیلند به رسمیت می‌شناسد)
- دومینیکا (سفارت و کنسولگری ایالات متحده در دومینیکا در باربادوس واقع شده است)
- گرنادا «سفارت و کنسولگری ایالات متحده در گرنادا در باربادوس واقع شده است»
- گینه بیسائو (تماس در سفارت ایالات متحده در سنگال و همچنین حضور ایالات متحده در گینه بیسائو از طریق دفتر ارتباطات در بیسائو و حضور مجازی وجود دارد، در حال حاضر کنسولگری‌های گینه بیسائو برای ایالات متحده وجود ندارد، به جز مأمور دائمی در سازمان ملل متحد در نیویورک)
- ایران (سفارت سابق ایالات متحده آمریکا در تهران)(بخش مربوط به ایالات متحده در سفارت سوئیس به عنوان یک سفارت به‌طور واقعی عمل می‌کند. از دسامبر ۲۰۱۱ ایالات متحده همچنین سفارت مجازی برخط را حفظ کرده است)
- کیریباتی (سفیر ایالات متحده در فیجی به کیریباتی نیز واگذار شده است)[۱۹۷]
- لیختن‌اشتاین (سفیر ایالات متحده در سوئیس نیز به لیختن‌اشتاین معتبر است)[۱۹۸]
- مالدیو (سفیر ایالات متحده در سریلانکا به مالدیو نیز واگذار شده است)[۱۹۹]
- موناکو (سفیر ایالات متحده در فرانسه نیز به موناکو اعتبار دارد. کنسول ایالات متحده در مارسی مسئول روابط روزمره است)[۲۰۰]
- نائورو (سفیر ایالات متحده در فیجی نیز به نائورو اعتبار دارد)[۲۰۱]
- نیووی (ایالات متحده نیووی را به عنوان بخشی از قلمرو نیوزیلند به رسمیت می‌شناسد)
- کره شمالی (تماس از طریق دولت سوئد از طریق سفارت آن در پیونگ یانگ برقرار است)
- سنت کیتس و نویس (سفارت آمریکا و کنسولگری‌های سنت کیتس و نویس در ایالات متحده واقع در باربادوس هستند)
- سنت لوسیا (سفارت ایالات متحده و کنسولگری‌های سنت لوسیا در باربادوس قرار دارند)
- سنت وینسنت و گرنادین‌ها (سفارت و کنسولگری ایالات متحده در سنت وینسنت و گرنادین‌ها در باربادوس واقع شده است)
- ساموآ (سفیر ایالات متحده در نیوزیلند نیز به ساموآ منتقل شده است)[۲۰۲]
- سان مارینو (سفیر ایالات متحده در ایتالیا به سان مارینو نیز اعتبار دارد کنسول ایالات متحده در فلورانس مسئول روابط روزمره است)[۲۰۳]
- سائوتومه و پرنسیپ (سفیر ایالات متحده در گابن به سائوتومه و پرنسیپ نیز معتبر است)[۲۰۴]
- سیشل (سفیر ایالات متحده در موریس نیز به سیشل واگذار شده است)</ref>
- جزایر سلیمان (سفیر ایالات متحده در پاپوآ گینه نو نیز به جزایر سلیمان معتبر است)[۲۰۵]
- تونگا (سفیر ایالات متحده در فیجی به تونگا نیز معتبر است)[۲۰۶]
- تووالو (سفیر ایالات متحده در فیجی به تووالو نیز معتبر است)[۲۰۷]
- وانواتو (سفیر ایالات متحده در پاپوآ گینه نو به وانواتو نیز معتبر است)[۲۰۸]

## کشورهای غیررسمی بدون روابط با آمریکا
- آبخاز (قلمرو تفکیکی گرجستان)
- قبرس شمالی (تنها توسط ترکیه به رسمیت شناخته شده است)
- جمهوری دموکراتیک عربی صحرا (ادعا شده توسط مراکش)
- سومالی‌لند (عملاً دولت مستقل)
- اوستیای جنوبی (قلمرو تفکیکی گرجستان)
- ترانس‌نیستریا (عملاً دولت مستقل)